# Dendroseris neriifolia
Dendroseris neriifolia é uma espécie de angiospermas da família Asteraceae.
Apenas pode ser encontrada no Chile.
Está ameaçada por perda de habitat.